# Jean-Paul Dumont (philosophe)
Pour les articles homonymes, voir Jean-Paul Dumont et Dumont.
Jean-Paul Dumont (né à Paris le 25 septembre 1933 et mort à Lille le 1er décembre 1993) est un philosophe français.
Il est spécialiste d'histoire de la philosophie antique.

## Biographie
Études secondaires au lycée Buffon à Paris et classes préparatoires au lycée Lakanal à Sceaux. Il reçoit l’enseignement de Claude Khodoss, puis de Marc-André Bloch. Études supérieures de philosophie à la Sorbonne. Il approfondit sa connaissance de la philosophie empiriste anglaise avec André Leroy, et il participe régulièrement au séminaire de Pierre-Maxime Schuhl — devenu ensuite le Centre Léon Robin — où collaboraient la plupart des chercheurs sur la philosophie antique.
Il obtient l'agrégation de philosophie en 1960.
Après avoir enseigné dans divers lycées de province et au lycée de Bruay-en-Artois, il est affecté au Lycée Faidherbe de Lille. Dès 1964, il est nommé assistant, puis maître-assistant, à la Faculté des lettres de Lille. Docteur en 1970, il devint rapidement professeur titulaire en histoire de la philosophie. Dans le même temps, de 1969 à 1985, il assure des cours à l’École normale supérieure de Fontenay-aux-Roses.

## Œuvre
À côté d'autres historiens de la philosophie de la seconde moitié du XXe siècle, en France, Jean-Paul Dumont a contribué au renouvellement des études antiques en général, et pas seulement à une meilleure compréhension du scepticisme (qui fut le thème de recherche de sa thèse). Son œuvre s’inscrit dans la tradition des historiens français de la philosophie antique ; son travail culmine dans l’Introduction à la méthode d'Aristote. Parallèlement, la traduction des Sceptiques grecs, celle des Sophistes grecs, puis celle des Présocratiques à la bibliothèque de la Pléiade, ont contribué à la diffusion de la pensée antique, en France, où jusqu'alors n'existaient que des traductions partielles de qualité inégale.[Interprétation personnelle ?]

### La méthode
Le travail de Jean-Paul Dumont est produit par la conjonction méthodique de trois éléments :[Interprétation personnelle ?]
1. - La réhabilitation des témoins et commentateurs antiques (Plutarque, Lucien, Alexandre d’Aphrodise, Sextus Empiricus, Hermias d'Alexandrie et Proclus notamment) et plus largement la référence à l’ensemble des témoignages sur le monde antique. Cette méthode est rendue possible et redouble d’efficacité dans la mise en œuvre d'un travail méthodique de lecture directe des textes, pour ainsi dire "en grandeur réelle", avec un souci constant de repérer les problèmes, de les identifier et de faire la lumière sur les pages les plus énigmatiques[5]. Cette façon de lire, non seulement les commentateurs, mais les philosophes eux-mêmes, transfigure les concepts les mieux connus, et renouvelle, pour la lettre comme pour l'esprit, la compréhension de la philosophie antique[6].
2. - Sans manquer aux réquisits de la critique historique et de la philologie, ni aux impératifs de la datation, la lecture des textes selon Dumont est toujours orientée vers un référent réaliste, si l’on peut dire, phénoménal ou empirique : il s’agit constamment de saisir ce dont parle le texte, et, par là, presque insensiblement, de mettre en évidence la puissance explicative du texte et de la philosophie. Fort sans doute de l'expérience de l'enseignement secondaire, cette méthode présuppose toujours, en effet, que les textes philosophiques, y compris anciens, nous font comprendre quelque chose du réel. En cela, la pédagogie va bien au-delà du souci d’expliquer, elle porte en elle l’exigence d’accéder aux œuvres elles-mêmes[7].[Interprétation personnelle ?]
3. - Cet ancrage dans l’essentiel fonde et rend possibles toutes les  ouvertures et toutes les curiosités — ce qui fait le style propre de la recherche de Dumont —: la philosophie ne renvoie pas seulement à la philosophie, elle pénètre toutes sortes d’activités, parfois éloignées en apparence, et, reprises dans ce savoir, elle les explique. Plus qu’il ne s’en inspire, le travail de Dumont rencontre les travaux de Vernant et de Detienne, avec la même acuité de regard[8]. Par exemple, les traditions platoniciennes et néoplatoniciennes éclairent les figures du Tarot des Bohémiens (i.e. le tarot de Marseille) ; la physique stoïcienne soutient l’approche de l’alchimie médiévale et interroge Fulcanelli[9]. Ainsi la recherche peut-elle se rapprocher de l'histoire des inventions et des concepts scientifiques, avant même toute constitution  officielle de ces disciplines[10].[Interprétation personnelle ?]

### La doctrine
La mise en œuvre conjointe de ces trois approches (étudier l’Antiquité par l’Antiquité, accorder son dû à la référence et au réel, étendre à l'ensemble du monde antique le regard de la philosophie), cette curiosité savante, instruite et sans présomption, dessinent ainsi les contours d’une œuvre. La méthode profondément sceptique, plus exactement pyrrhonienne — en sa probité fondamentale, elle ne méprise aucun savoir et recollectionne presque tout le savoir —, conduit à une redécouverte caractéristique de l’Antiquité, non seulement en réhabilitant les études antiques, scolairement et universitairement, mais aussi — et peut-être surtout — en faisant apparaître le monde antique sous un jour nouveau, en en faisant comprendre l'irremplaçable capacité, aujourd’hui perdue, à soutenir un regard global sur l’ensemble d’une civilisation ; mais également en nous apprenant à reconnaître l’Antiquité et sa philosophie, et ses philosophies,  dans les multiples traces qu’offre encore le présent.
On en revient à l'exemple de Notre-Dame des Tarots: les trois étages des clochers de nos églises, avec leurs proportions et leur Trinité des fenêtres, ne se donnent-ils pas à lire dans les divisions platoniciennes de la ligne du Livre VI de la République[Interprétation personnelle ?] ?

## Ouvrages
- La Philosophie antique, P.U.F., coll. « Que sais-je ? », Paris, 1962.
- Les Sceptiques grecs, textes choisis et traduits, collection « SUP-Les Grands Textes », P.U.F., Paris, 1966.
- Les Sophistes, fragments et témoignages, collection « SUP-Les Grands Textes », P.U.F, Paris, 1969.
- Notre-Dame des tarots, Éditions de l'Herne, Paris, 1970.
- Le Scepticisme et le phénomène. Essai sur la signification et les origines du pyrrhonisme, « Bibliothèque d'histoire de la philosophie », Vrin, Paris, 1972; deuxième édition, 1985.
- Introduction à la méthode d'Aristote, « Bibliothèque d'histoire de la philosophie », Vrin, Paris, 1986 ; deuxième édition, revue et augmentée, 1992.
- Les Présocratiques, édition établie par Jean-Paul Dumont, en collaboration avec Daniel Delattre et Jean-Louis Poirier, collection « Bibliothèque de la Pléiade », Gallimard, Paris, 1988.
- Les Écoles présocratiques, « Folio-Essais », Gallimard, Paris, 1991.
- Lucien : Hermotime ou comment choisir sa philosophie, traduction, notes, index, suivi d'un essai Sur le rire des philosophes, « Perspectives critiques », P.U.F., Paris, 1993.
- Éléments d'histoire de la philosophie antique, collection « réf. », Nathan, Paris, 1993.

### Autres publications
Se reporter à la liste exhaustive établie par Margot Dumont et publiée dans l'ouvrage Ainsi parlaient les Anciens : In honorem Jean-Paul Dumont (1994, Presses universitaires de Lille).